# Двопроменева функція розподілу розсіювання

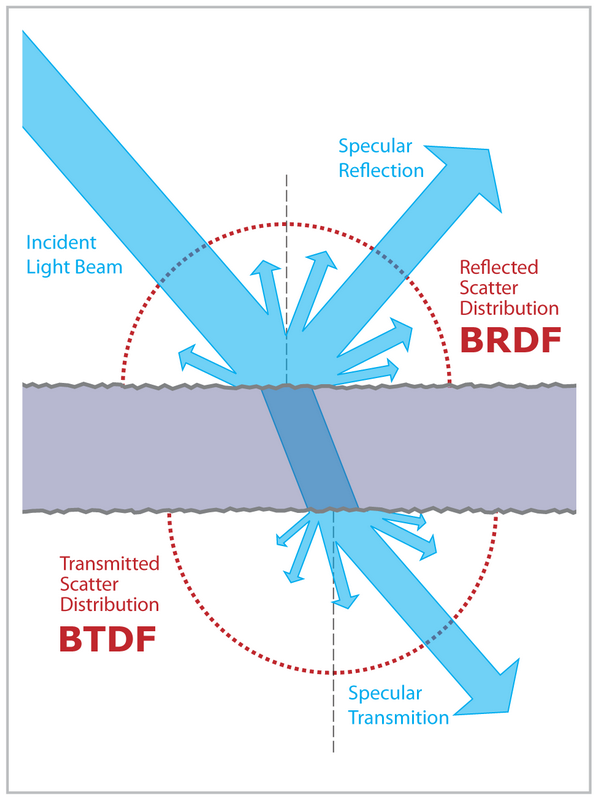
BSDF: BRDF + BTDF

Визначення BSDF (Двопроменева функція розподілу розсіювання) не є чітко стандартизованим. Імовірно, цей термін був уперше введений у 1980 році Бартеллом, Дереніаком і Вульфом. Найчастіше цей термін використовується для позначення загальної математичної функції, що описує, яким чином світло розсіюється поверхнею. Втім, на практиці це явище зазвичай поділяють на відбиту й пропущену компоненти, які розглядаються окремо як BRDF (двопроменева функція відбивної здатності) та BTDF (двопроменева функція розподілу пропускання).

## Огляд функцій BxDF

BRDF проти BSSRDF

- BRDF (Двопроменева функція відбивної здатності)[2] — це спрощена версія BSSRDF, яка припускає, що світло входить і виходить у тій самій точці (див. зображення праворуч).

- BTDF (Двопроменева функція розподілу пропускання)[1] — подібна до BRDF, але описує поведінку світла з протилежного боку поверхні (див. зображення вгорі).

- BDF (Двопроменева функція розподілу) — загальний термін, що об’єднує BRDF і BTDF.

- BSSRDF (Двонапрямна функція розподілу відбиття з поверхневим розсіюванням, також Двонапрямна функція поверхневого розсіювання)[2][3] описує взаємозв’язок між вихідною радіацією та вхідним потоком світла, враховуючи явища на кшталт підповерхневого розсіювання (SSS). BSSRDF описує, як світло переноситься між будь-якими двома променями, що падають на поверхню.

- BSSTDF (Двонапрямна функція розподілу пропускання з поверхневим розсіюванням) — аналог BTDF, але з урахуванням підповерхневого розсіювання.

- BSSDF (Двонапрямна функція розподілу з поверхневим розсіюванням) — об'єднаний термін для BSSTDF та BSSRDF. Також відома як BSDF (Двонапрямна функція розсіювання світла).